# Likhund
För andra betydelser, se Blodspårhund.
Likhund (kadaverhund; kriminalsökhund) är en tjänstehund som används av polis vid brottsplatsundersökningar. De är polishundar som används för att hitta lik, likdelar  eller andra spår av lik, såsom kroppsvätskor. De kan även söka i vatten från båt. Där hunden markerar kan kriminaltekniker leta efter tekninsk bevisning.
Utbildningen motsvarar andra sökhundars.
Hundar med liknande uppgifter och träning är spermahundar och blodspårhundar som också de används vid brottsplatsundersökningar för att hitta spår av sperma  eller blod.